# 岩色跃蛛
岩色跃蛛（学名：Sitticus saxicola）为跳蛛科跃蛛属的动物。在中国大陆，分布于黑龙江等地。